# Carinaro
Carinaro é uma comuna italiana da região da Campania, província de Caserta, com cerca de 6.350 habitantes. Estende-se por uma área de 6 km², tendo uma densidade populacional de 1058 hab/km². Faz fronteira com Aversa, Gricignano di Aversa, Marcianise, Santa Maria Capua Vetere, Teverola.

## Demografia
| Variação demográfica do município entre 1861 e 2011                               |
|                                                                                   |
| Fonte: Istituto Nazionale di Statistica (ISTAT) - Elaboração gráfica da Wikipedia |